# Résolution 68/262 de l'Assemblée générale des Nations unies
- En faveur
- Contre
- Abstention
- Absent

La résolution A/RES/68/262 de l'Assemblée générale des Nations unies est adoptée le 27 mars 2014 lors de la 80e séance plénière de l'Assemblée générale des Nations unies. Cette session est convoquée afin de résoudre la question de l'occupation armée d'une partie du territoire ukrainien (république autonome de Crimée et la ville de Sébastopol) par la Russie.
L'adoption de ce document non contraignant, titré « Intégrité territoriale de l'Ukraine », constitue la réaction de l'ONU à l'annexion de territoires par la Russie et renforce l'engagement de l'Assemblée générale des Nations unies concernant l'intégrité de l'Ukraine à l'intérieur de ses frontières internationalement reconnues. Cette résolution affirme notamment le caractère invalide du référendum du 16 mars 2014 dans la république autonome de Crimée et à Sébastopol, compte tenu de la non-reconnaissance de sa légalité par l'Ukraine.
La résolution est adoptée par cent votes pour, onze contre (Arménie, Biélorussie, Bolivie, Cuba, Corée du Nord, Nicaragua, Russie, Soudan, Syrie, Venezuela et Zimbabwe) et 58 abstentions. 24 États ne participent pas au scrutin en raison de l'absence de leurs représentants.
Le Canada, le Costa Rica, l'Allemagne, la Lituanie, la Pologne et l'Ukraine engagent la résolution, dont l'adoption fait suite à plusieurs tentatives infructueuses de la part du Conseil de sécurité de l'ONU, réuni à sept reprises afin de trouver une solution au problème de l'annexion de la Crimée. Le résultat de ces efforts est un véto de la part de la Russie.